# Obsazení Nového Sadu (1941)

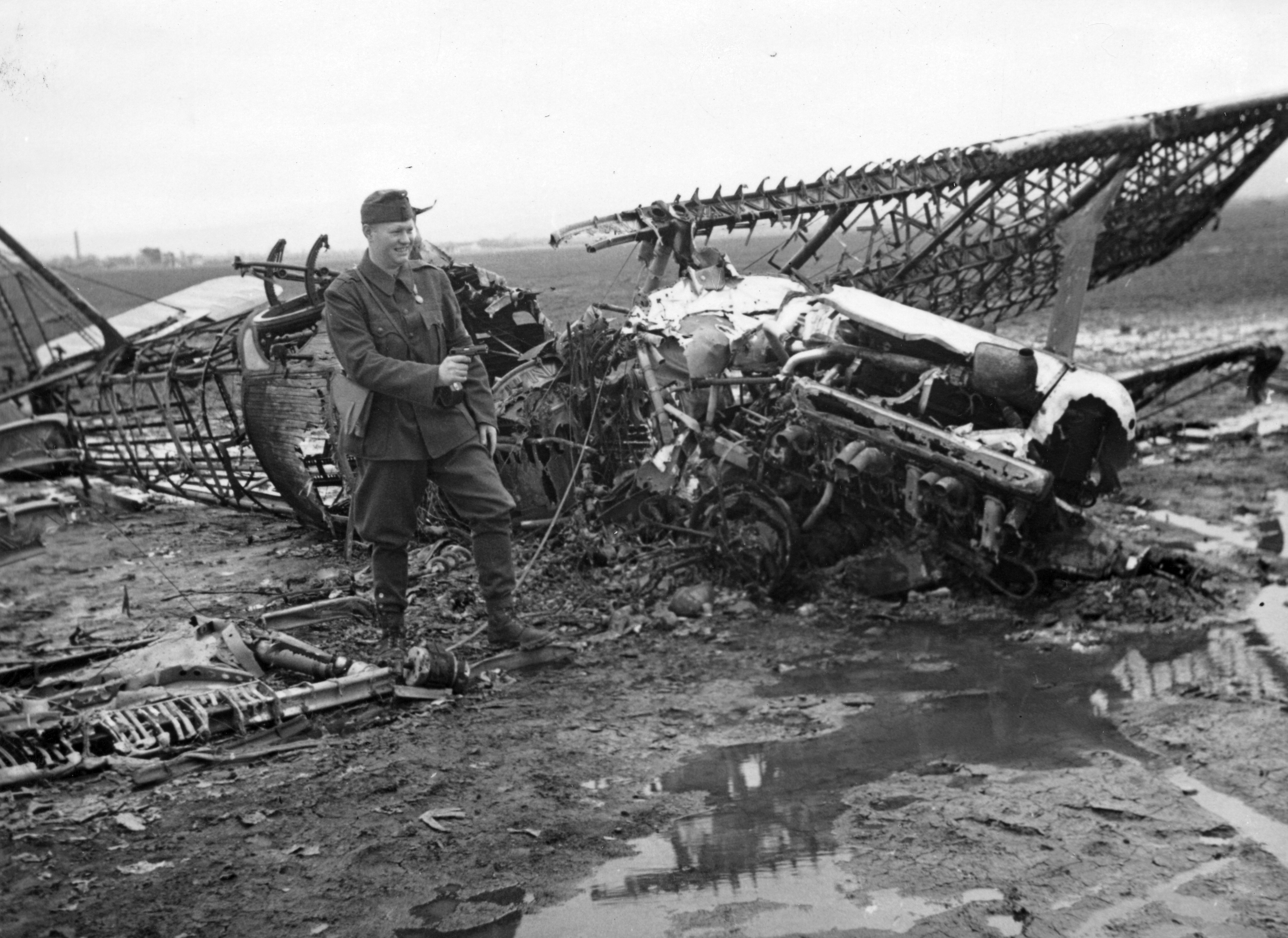
Zničené letadlo na místním letišti po bombardování.

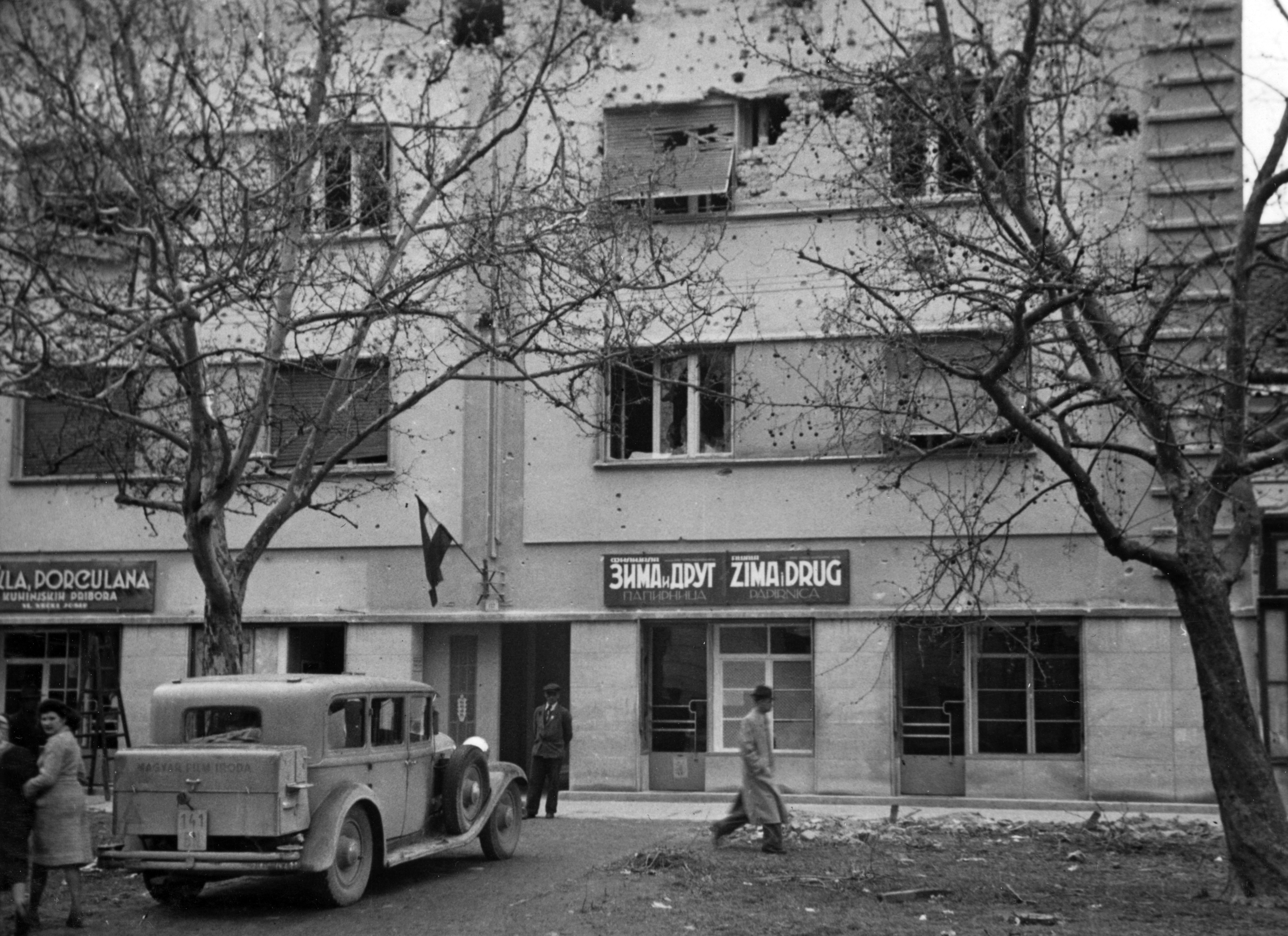
Novi Sad po obsazení a sporadické střelbě. Město bylo získáno maďarskou armádou bez boje.

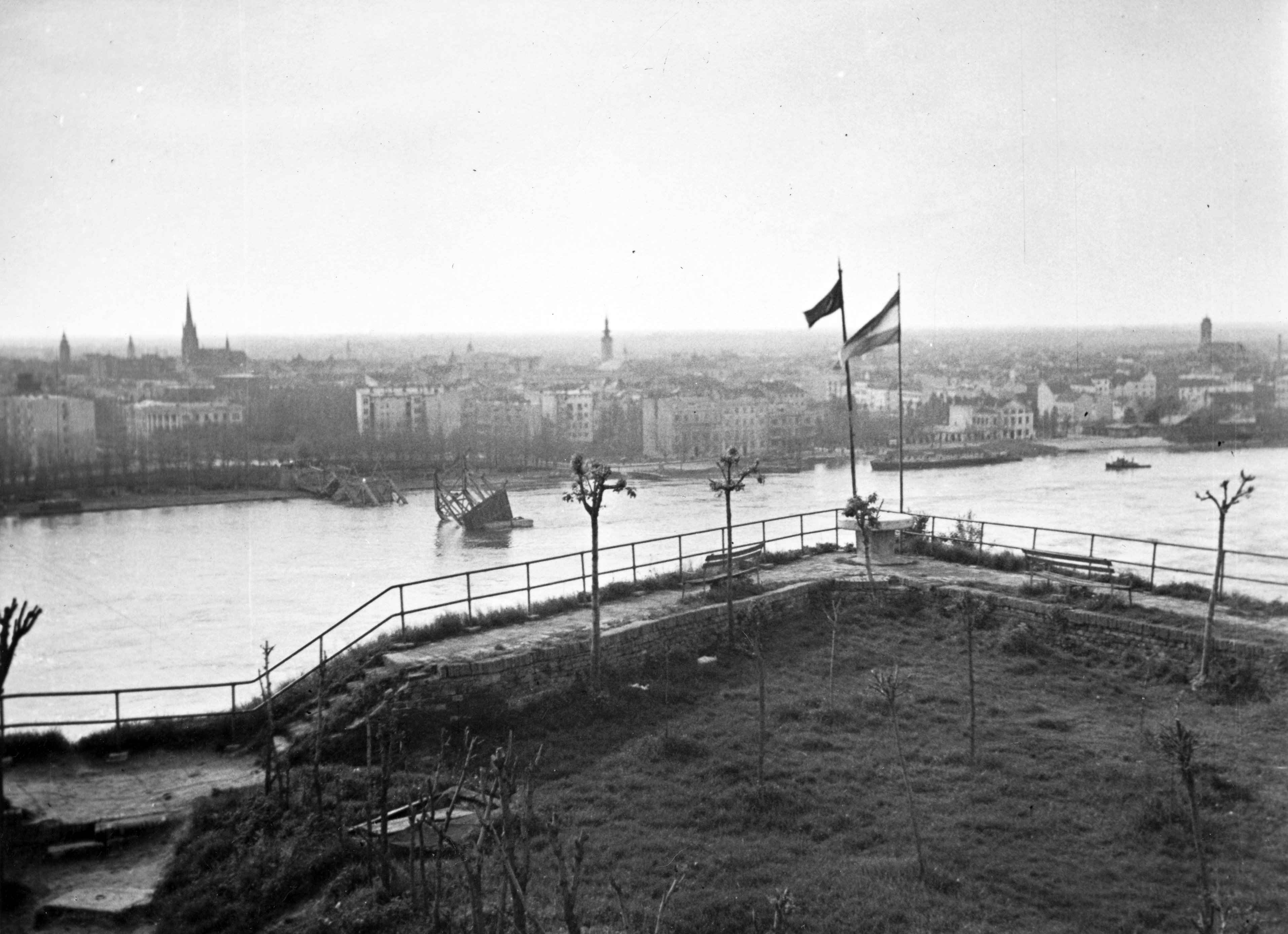
Maďarská vlajka nad městem.

Obsazení Nového Sadu armádou Maďarského království proběhlo v dubnu 1941.

## Průběh

### Příprava na obsazení
Po vojenském puči, kdy byla při demonstracích v Bělehradě svržena vláda Vladka Mačeka a Dragiši Cvetkoviće, byla situace v jugoslávském království nejistá. Maďarsko otevřeně hledalo způsoby, jak se po zmocnit nejjižnější části bývalých dolních Uher. Jugoslávská armáda provedla ve městě na přelomu března a dubna mobilizaci, které se pokusili vyhnout příslušníci národnostních menšin (Němci a Maďaři). Docházelo k sabotážím průmyslových podniků.
Po bombardování Bělehradu dne 6. dubna 1941 zavládl mezi příslušníky německé národnosti v Novém Sadu strach z odplaty, kterou by mohlo vykonat většinové srbské obyvatelstvo. Němci se proto ozbrojili a stáhli do svého kulturního centra Habag-Hausu. Přestože k útoku nedošlo, bylo v téže době pozatýkáno několik set jiných Němců, které jugoslávské orgány vnímaly jako problémové a internovaly je. Ještě téhož dne německé letectvo bombardovalo letiště Jugovićevo, kde se nacházely hangáry jugoslávského letectva a Petrovaradínskou pevnost, která sloužila armádě. Několik bomb dopadlo také i na obytné domy. Následující den bylo bombardováno opět letiště, nádraží a přístav, kde se nacházely lodě říční flotily na Dunaji. Jugoslávská armáda se z města předběžně stáhla a místní obyvatelstvo zformovalo dobrobranu a dobrovolnické stráže, aby byl zachován pořádek.

### Průběh obsazení města
Většina jugoslávské armády opustila Novi Sad v noci z 10. na 11. dubna 1941. O den později, rovněž v noci, dosáhly Nového Sadu první motorizované jednotky německé armády. V ten moment bylo rozhodnuto o vyhození obou novosadských mostů do vzduchu tak, aby postupující vojsko nemohlo pokračovat dále na jih k Bělehradu. Mosty byly pro tento případ připraveny již na začátku měsíce, kdy byly umístěny nálože. Petrovaradin na druhé straně řeky, který se nacházel na území právě vyhlášeného nezávislého státu Chorvatsko, zůstal bez elektrické energie a tak nebylo možné vyslat o obsazení zprávu vojenskému velení okamžitě. 12. dubna překročila hranici mezi Jugoslávií a Maďarskem i maďarská armáda. Němci přišli do města první; místní obyvatelstvo je nadšeně přivítalo, o čemž informoval tehdejší deník Deutsches Volksblatt. Po městě byly vyvěšovány spontánně německé i maďarské vlajky; mnohé maďarské vlajky místní obyvatelstvo schovalo ještě během první světové války.
Dne 13. dubna 1941 vstoupila bez boje do Nového Sadu maďarská armáda okolo 18 hodin večer. Jednalo se o 1. motorizovanou brigádu pod vedením Jenö Majora, která dorazila od severu Temerinskou ulicí. Maďarské obyvatelstvo příchod vojska nadšeně uvítalo. Major následně odcestoval najprve na novosadskou radnici, kde se setkal s politickými představiteli a policejním velitelem, později vystoupili před veřejností před budovou Bánoviny. Major zůstal v Novém Sadu až do 16. dubna, kdy jej vystřídala jednotka 2. brigády s Lájosem Veressem v čele.
Příchod maďarské armády vzbuzoval obavy mezi místními Němci, kteří se obávali, že by početnější maďarská menšina mohla vyprovokovat akce proti nim. Představitelé německých organizací informovali o situaci ve městě německé i maďarské vojenské vedení. Následně Miklós Horthy prohlásil, že maďarská armáda nechá zastřelit každého, kdo by na Němce útočil. Rozhodnutí padlo i vzhledem k tomu, že se množily zprávy o několika jednotlivých případech útoků na Němce. Tím se situace alespoň na nějakou dobu uklidnila.

### Závěr
K ozbrojeným útokům docházelo i nadále, a to vůči slovanskému obyvatelstvu, především v noci z 13. na 14. dubna, kdy maďarští ozbrojenci hledali četniky a příslušníky srbské armády, kteří by mohli pracovat skrytě. Nejvíce útoků se uskutečnilo v lokalitě Salajka a počet obětí se pohyboval mezi desítkami až stovkami. Armáda další den vydala prohlášení, ve kterém žádala srbské obyvatelstvo o zachování pořádku a vyzývala, aby se proti ní nikdo nestavěl.
I poté docházelo k sporadickým případům násilí a střelby. Maďarské vojsko žádalo od místních Srbů a dalších Slovanů, aby předali armádě zbraně, ti je však často skrývali a odmítali spolupracovat. 